# Gottlieb Gassen
Gottlieb Gassen, auch Theophil Gassen (* 2. August 1805 in Ehrenbreitstein; † 3. Juni 1878 in Koblenz), war ein deutscher Maler.

## Leben

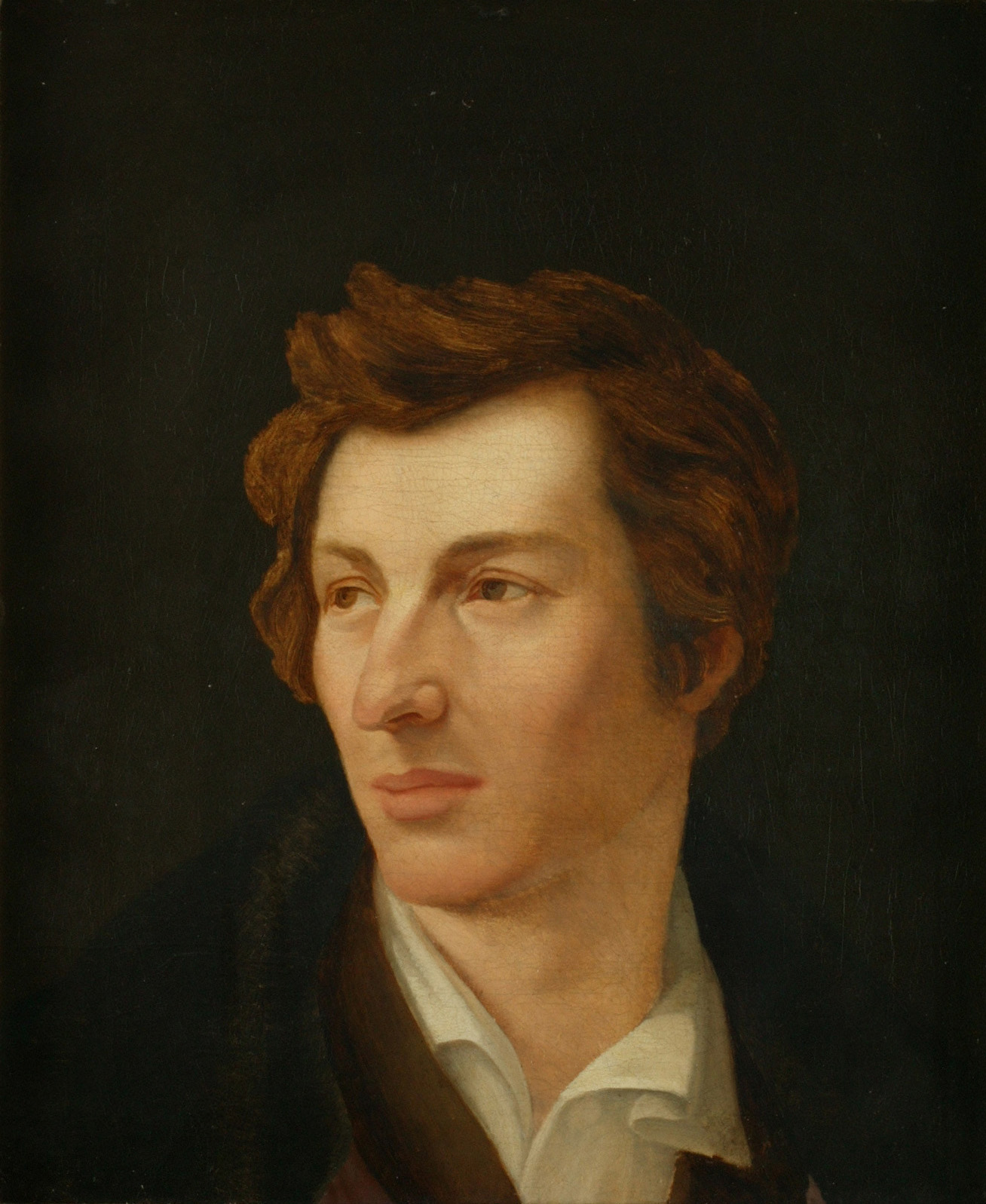
Porträt von Heinrich Heine, 1828

Gassen war Schüler der Kunstakademie Düsseldorf bei Peter Cornelius. 1824 debütierte er dort auf einer Ausstellung mit dem Karton Hypolit’s Tod. 1827 folgte er Cornelius nach München. Er half ihm bei Freskomalereien. Etwa malte er die Erstürmung des Godesbergs bei Bonn durch Herzog Wilhelm V. von Bayern (nach Hermann Stilkes Entwurf) in den Arkaden des königlichen Hofgartens und im Neubau der Münchner Residenz mit Carl Heinrich Hermann und Eugen Napoleon Neureuther den Bilderkreis aus Walther von der Vogelweide, Wolfram von Eschenbach und Wielands „Oberon“ sowie allein in den Loggien der Alten Pinakothek mehrere Deckengemälde nach Cornelius.
Anfang der 1840er Jahre kehrte er nach Koblenz zurück. Es entstanden in dieser Zeit, und zwar nach eigenem Entwurf, die Freskomalereien in der Dreifaltigkeitskirche zu Weißenthurm am Rhein (Neuwied gegenüber). 1874 veröffentlichte er einen Katalog der Städtisch-Lang’schen Gemäldesammlung Koblenz.

## Schrift
- Katalog der Städtisch-Lang’schen Gemälde-Sammlung zu Coblenz. Koblenz 1874 (Digitalisat).